# Acraea buschbecki
Acraea buschbecki är en fjärilsart som beskrevs av Herman Dewitz 1889. Acraea buschbecki ingår i släktet Acraea och familjen praktfjärilar. Inga underarter finns listade i Catalogue of Life.